# زمن السفلى (المكلا)

تعديل مصدري - تعديل

زمن السفلى هي إحدى قرى عزلة المكلا بمديرية المكلا التابعة لمحافظة حضرموت، بلغ تعداد سكانها 255 نسمة حسب تعداد اليمن لعام 2004.